# Виперешть (коммуна)
Виперешть (Виперешти) (рум. Viperești) — коммуна в жудеце Бузэу в Румынии.
Расположена в исторической области Мунтения (или Большая Валахия) на расстоянии 92 км к северу от Бухареста, 29 км к западу от Бузэу, 124 км к западу от Галаца и 81 км к юго-востоку от Брашова. Высота — 265 м.

## Население
По данным переписи населения 2011 года здесь проживало 1190 человек.

## Известные уроженцы
- Бырсэнеску, Штефан (1895—1984) — учёный, педагог, философ.